# Eugen von Dreher
Eugen von Dreher (* 19. Januar 1859 in Stuttgart; † 9. Januar 1925 ebenda) war ein württembergischer Regierungspräsident.

## Leben und Werk
Der Sohn des württembergischen Majors Felix Dreher studierte von 1878 bis 1881 Regiminalwissenschaften in Tübingen. Seit dem Wintersemester 1878/79 war er Mitglied der Studentenverbindung Turnerschaft Hohenstaufia Tübingen. Er legte 1882 und 1883 die höhere Dienstprüfung beim Departement des Innern ab. Seine berufliche Laufbahn begann er 1884 als Amtmann beim Oberamt Esslingen und 1888 als Regierungsassessor beim Innenministerium in Stuttgart. 1890 übernahm er die Leitung des Oberamts Aalen, zunächst als Amtsverweser und ab 1891 als Oberamtmann. 1896 ging Eugen Dreher als Regierungsrat zur Regierung des Donaukreises in Ulm. Nach einem kurzen Zwischenspiel von 1902 bis 1903 bei der Ministerialabteilung für den Straßen- und Wasserbau kam er 1903 als Oberregierungsrat und Stellvertreter des Regierungspräsidenten zur Regierung des Donaukreises zurück. Seit dem Tod des Regierungspräsidenten Albert von Schmidlin am  14. Juni 1910 führte er ohne weitere Beförderung die Geschäfte des Regierungspräsidenten. Erst 1916 wurde ihm der Titel Regierungsdirektor verliehen und 1918 wurde er Regierungspräsident. 1924 hatte er die undankbare Aufgabe, seine eigene Behörde aufzulösen und sich selbst in den Ruhestand zu schicken.

## Auszeichnungen
- Ehrenkreuz des Ordens der Württembergischen Krone, verbunden mit der Erhebung in den persönlichen Adelsstand (Nobilitierung),
- Ritterkreuz 1. Klasse des Friedrichs-Ordens
- Landwehrdienstauszeichnung 2. Klasse